# Alexandrovca Nouă, Cetatea Albă
Alexandrovca Nouă (în rusă Новая Алексеевка, transliterat: Novaia Alekseevka, în ucraineană Нова Олексіївка, transliterat: Nova Oleksiivka) este un sat în raionul Cetatea Albă din regiunea Odesa (Ucraina), depinzând administrativ de comuna Deljiler. Are 80 locuitori, preponderent ruși.
Satul este situat la o altitudine de 8 metri, în partea vestică a raionului Tatarbunar. El se află la o distanță de 5 km nord de centrul raional Tatarbunar. Teritoriul acestei localități este traversat de râul Cogâlnic, care se varsă în Limanul Sasic, în dreptul localității Tatarbunar.
Până în anul 1947 satul a purtat denumirea oficială de Cunduc (în ucraineană Кундук), în acel an el fiind redenumit Нова Олексіївка.

## Istoric
Prin Tratatul de pace de la București, semnat pe 16/28 mai 1812, între Imperiul Rus și Imperiul Otoman, la încheierea războiului ruso-turc din 1806 – 1812, Rusia a ocupat teritoriul de est al Moldovei dintre Prut și Nistru, pe care l-a alăturat Ținutului Hotin și Basarabiei/Bugeacului luate de la turci, denumind ansamblul Basarabia (în 1813) și transformându-l într-o gubernie împărțită în zece ținuturi (Hotin, Soroca, Bălți, Orhei, Lăpușna, Tighina, Cahul, Bolgrad, Chilia și Cetatea Albă, capitala guberniei fiind stabilită la Chișinău).
Satul Alexandrovca Nouă a fost fondat în anul 1908 de către țărani iobagi fugiți de pe moșii din provinciile centrale din Rusia.
După Unirea Basarabiei cu România la 27 martie 1918, satul Alexandrovca Nouă a făcut parte din componența României, în Plasa Tatar-Bunar a județului Cetatea Albă.
Ca urmare a Pactului Ribbentrop-Molotov (1939), Basarabia, Bucovina de Nord și Ținutul Herța au fost anexate de către URSS la 28 iunie 1940. După ce Basarabia a fost ocupată de sovietici, Stalin a dezmembrat-o în trei părți. Astfel, la 2 august 1940, a fost înființată RSS Moldovenească, iar părțile de sud (județele românești Cetatea Albă și Ismail) și de nord (județul Hotin) ale Basarabiei, precum și nordul Bucovinei și Ținutul Herța au fost alipite RSS Ucrainene. La 7 august 1940, a fost creată regiunea Ismail, formată din teritoriile aflate în sudul Basarabiei și care au fost alipite RSS Ucrainene .
În perioada 1941-1944, toate teritoriile anexate anterior de URSS au reintrat în componența României. Apoi, cele trei teritorii au fost reocupate de către URSS în anul 1944 și integrate în componența RSS Ucrainene, conform organizării teritoriale făcute de Stalin după anexarea din 1940, când Basarabia a fost ruptă în trei părți.
În anul 1947, autoritățile sovietice au schimbat denumirea oficială a satului din cea de Cunduc în cea de Nova Oleksîivka. În anul 1954, Regiunea Ismail a fost desființată, iar localitățile componente au fost incluse în Regiunea Odesa.
Începând din anul 1991, satul Alexandrovca Nouă face parte din raionul Tatarbunar al regiunii Odesa din cadrul Ucrainei independente. În prezent, satul are 80 locuitori, preponderent ruși.

## Demografie
Componența lingvistică a localității Alexandrovca Nouă
     Bulgară (81,25%)
     Ucraineană (12,5%)
     Rusă (3,75%)
     Română (1,25%)
Conform recensământului din 2001, majoritatea populației localității Alexandrovca Nouă era vorbitoare de bulgară (81,25%), existând în minoritate și vorbitori de ucraineană (12,5%), rusă (3,75%) și română (1,25%).
2001: 80 (recensământ)